# Les Fêtes galantes
Les Fêtes galantes és una pel·lícula històrica de comèdia francoromanesa de 1965 dirigida per René Clair i protagonitzada per Jean-Pierre Cassel, Philippe Avron i Marie Dubois.

## Argument
Al segle xviii, mentre l'exèrcit del príncep de Beaulieu assetja la fortalesa del Marechal d'Allenberg, una jove princesa envia un soldat fora de la fortalesa per anar a buscar el seu amant.

## Repartiment
- Jean-Pierre Cassel com a Jolicoeur
- Philippe Avron com a Thomas
- Marie Dubois com a Divine, l'actriu
- Geneviève Casile com Hélène, la princesa
- Jean Richard com el príncep de Beaulieu
- György Kovács com el mariscal Allenberg
- Fory Etterle
- Elena Caragiu
- Adela Marculescu
- Melania Carje
- Florin Vasiliu
- Christian Baratier com a Frédéric
- Jean Payen
- Alfred Adam com el sergent Bel-Oeil
- Matei Alexandru
- Lucia Amram
- Mircea Balaban
- Michael Berechet
- Mihai Mereuta
- Dem Radulescu
- Grigore Vasiliu-Birlic